# Infanterikanonvagn 91
Infanterikanonvagn 91 (Ikv 91) – szwedzki czołg lekki, zaprojektowany i wyprodukowany przez Hägglund and Söner (obecnie Hägglunds Vehicle AB). Czołg wykorzystywał  wspólne elementy konstrukcyjne z serii transporterów opancerzonych Pbv 302. Pierwsze prototypy Ikv 91 zostały ukończone w 1969 roku, a produkcja trwała od 1975 do 1978 roku. Łącznie wyprodukowano 212 egzemplarzy.

## Opis konstrukcji
Kadłub niszczyciela czołgów Ikv 91 jest wykonany w całości ze spawanej stali i podzielony na trzy przedziały: kierowcy znajdujący się z przodu pojazdu, bojowym oraz napędowym z tyłu. 
Opancerzenie czołowe pojazdu zapewnia ochronę przed pociskami przeciwpancernymi kalibru do 20 mm. Boki kadłuba są dwuwarstwowe, z głównym pancerzem usadowionym nad gąsienicami. Przestrzeń między głównym pancerzem a zewnętrznym służył do przechowywania wyposażenia i ekwipunku załogi. Stanowisko kierowcy znajduje się w przedniej części kadłuba po lewej stronie. Posiada jednoczęściową pokrywę włazu otwieraną po lewej stronie. Pozostali trzej członkowie załogi siedzą w całkowicie spawanej stalowej wieży z dowódcą i strzelcem po prawej stronie, a ładowniczym po lewej. Kopuła dowódcy jest wyposażona w peryskopy dzienne M17, a peryskopowy celownik z powiększeniem ×10 jest zamontowany z przodu kopuły dowódcy. 
Przedział silnikowy znajduje się z tyłu, oddzielony od przedziału bojowego pancerną przegrodą. 
Jednostkę napędową wozu stanowi sześciocylindrowy, czterosuwowy silnik o zapłonie samoczynnym Volvo-Penta TD 120 A, który osiąga moc 257 kW, przy 2200 obr./min. Spaliny silnikowe służą do napędzania turbosprężarki.
Układ napędowy Detroit Diesel Allison HT 740 D zawiera: przekładnię hydrokinetyczną, automatyczną skrzynię biegów, mechanizmy skrętu i przekładnie boczne, natomiast układ jezdny - dwanaście podwójnych kół nośnych, koła napędowe (z tyłu), koła napinające (z przodu) i gumowo-metalowe gąsienice M70. W indywidualnym zawieszeniu Ikv 91 zastosowano wałki skrętne oraz amortyzatory, przy pierwszych i ostatnich kołach nośnych.
Aby zwiększyć przyczepność podczas jazdy terenowej w głębokim śniegu, nakładki gąsienic można zdjąć i w razie potrzeby, ogniwa gąsienic można wyposażyć w stożkowe kolce wystające 50 mm poniżej powierzchni ogniwa. Pojazd jest w pełni amfibią, porusza się w wodzie za pomocą gąsienic.
Uzbrojenie podstawowe wozu stanowi 90 mm armata Bofors KV90S73, wyposażona w przedmuchiwacz przewodu lufy. Armata strzela amunicją opracowaną przez firmę Bofors między innymi kumulacyjną stabilizowaną brzechwowo (HEAT-FS) o wadze 10,7 kg, pocisku o masie 4,5 kg i prędkości wylotowej 825 m/s; stabilizowaną brzechwowo odłamkową (HE) z kompletnym pociskiem o wadze 12,3 kg, pocisku o masie 6,7 kg i prędkości wylotowej 600 m/s.
Spośród 59 jednostek ognia amunicji kalibru 90 mm, 16 jest schowanych w gotowych regałach na stanowisku ładowniczym, 18 po prawej stronie kierowcy, a pozostałe 25 po lewej stronie z tyłu wieży.
Uzbrojenie dodatkowe Ikv 91 składa się z dwóch karabinów maszynowych kalibru 7,62 mm (z zapasem 4500 nabojów): jeden sprzężony z armatą, drugi zaś - zamontowany na wieży (obok włazu ładowniczego) i dwunastu (2×6) wyrzutni granatów dymnych.
System kierowania ogniem zawiera m.in. analogowy przelicznik balistyczny i dalmierz laserowy. Przelicznik uwzględnia m.in. takie dane, jak: rodzaj pocisku, temperaturę ładunku prochowego, ciśnienie atmosferyczne, temperaturę na zewnątrz wozu, prędkość wiatru poprzecznego, aktualne położenie i prędkość naprowadzania armaty, odległość do celu. Pięć pierwszych danych załoga wprowadza do systemu ręcznie, za pomocą potencjometrów znajdujących się na pomocniczym pulpicie działonowego, natomiast trzy ostatnie są wprowadzane do systemu automatycznie lub ręcznie (awaryjnie). Pojazd nie ma układu stabilizacji uzbrojenia głównego oraz przyrządów celowniczych, umożliwiających prowadzenie ognia w nocy.
Ikv 91 jest wozem pływającym, wyposażonym w zespołowy, nadciśnieniowy układ ochrony przed skutkami użycia masowego rażenia i osprzęt, ułatwiający eksploatację pojazdu w niskich temperaturach otoczenia (podgrzewacz silnika, podgrzewacz powietrza pobieranego przez silnik, nagrzewnica przedziału bojowego).
Na bazie Ikv 91 opracowano prototyp wozu uzbrojonego w 105 mm armatę z hamulcem wylotowym (konstrukcji firmy Bofors), jednak jego produkcji seryjnej nie podjęto.